# 31613 Adamgreenberg
31613 Adamgreenberg è un asteroide della fascia principale. Scoperto nel 1999, presenta un'orbita caratterizzata da un semiasse maggiore pari a 2,536067 UA e da un'eccentricità di 0,028744, inclinata di 3,843066° rispetto all'eclittica. Ha un diametro di 3,054 km.